# رئیس بوندستاگ
رئیس بوندستاگ (به آلمانی: Präsident des Deutschen Bundestages) مسئولیت جلسات بوندستاگ، پارلمان آلمان، را بر عهده دارد. این مقام معادل مقام «ریاست مجلس» در کشورهای دیگر است. در لیست ترتیب اولویت آلمان رئیس بوندستاگ در رتبه دوم بعد از رئیس‌جمهور و قبل از صدراعظم قرار دارد.
رئیس حاضر بوندستاگ ولفگانگ شویبله است که از سال ۲۰۱۷ این سمت را بر عهده دارد.